# Elaphropoda tienmushanensis
Elaphropoda tienmushanensis là một loài Hymenoptera trong họ Apidae. Loài này được Wu mô tả khoa học năm 1979.